# Gelila Zakarias
Gelila Zakarias es una isla en la parte noroeste del lago Tana, en Etiopía. Situado al suroeste de la península Gorgora, tiene una 12°10′N 37°11′E / 12.167, 37.183. La isla es un cono circular, con bosques con la iglesia y monasterio de Iyasus en el tope. Cuando el explorador R.E. Cheesman la visitó en 1933, encontró un monasterio floreciente, y el abad lo invitó a participar en la Cuaresma.
De acuerdo con Futuh al-Habasa de Sihab ad-Din Ahmad bin 'Abd al-Qader, durante la guerra entre Etiopía y el Sultanato de Adel, el 18 de mayo de 1545 Imam Ahmad Gragn lideró un grupo de seguidores que atacó la isla de Gelila Zakarias. Las balsas que llevaron a los seguidores del Imán fueron recibidas por los soldados en tankwa, las embarcaciones hechas papiro, no pudieron detener a las balsas atacantes. Dado que todos los defensores se encontraban en tankwas, una vez que el imán y sus seguidores fueron dejados atrás, desembarcaron sin oposición en la isla y se quemó la iglesia de Iyasus.